# Lugny-Champagne

Lugny-Champagne este o comună în departamentul Cher, Franța. În 1 ianuarie 2022 avea o populație de 140 de locuitori.